# Suède aux Jeux olympiques d'été de 2004
L'équipe olympique de Suède participe aux Jeux olympiques d'été de 2004 à Athènes. Elle y remporte sept médailles : quatre en or, deux en argent et une en bronze, se situant à la 19e place des nations au tableau des médailles. Le nageur Lars Frölander est le porte-drapeau d'une délégation suédoise comptant 115 sportifs (62 hommes et 53 femmes)

## Liste des médaillés suédois

### Médailles d'or
| Sport              | Discipline          | Sportifs                        | Performance        |
| Médailles d'or : 4 | Médailles d'or : 4  | Médailles d'or : 4              | Médailles d'or : 4 |
| ------------------ | ------------------- | ------------------------------- | ------------------ |
| Athlétisme         | Heptathlon          | Carolina Kluft                  | 6952 points        |
| Athlétisme         | Saut en hauteur (H) | Stefan Holm                     | 2,36 m             |
| Athlétisme         | Triple saut (H)     | Christian Olsson                | 17,79 m            |
| Canoë-kayak        | K-2 1000 m          | Henrik Nilsson Markus Oscarsson | 3 min 18 s 420     |

### Médailles d'argent
| Sport                  | Discipline                     | Sportifs                                                           | Performance            |
| Médailles d'argent : 2 | Médailles d'argent : 2         | Médailles d'argent : 2                                             | Médailles d'argent : 2 |
| ---------------------- | ------------------------------ | ------------------------------------------------------------------ | ---------------------- |
| Lutte                  | Lutte gréco-romaine - de 84 kg | Ara Abrahamian                                                     |                        |
| Équitation             | Saut d'obstacles par équipes   | Rolf-Göran Brentsson Malin Baryard Peter Eriksson Peder Fredricson |                        |

### Médaille de bronze
| Sport                  | Discipline              | Sportifs                                 | Performance            |
| Médaille de bronze : 1 | Médaille de bronze : 1  | Médaille de bronze : 1                   | Médaille de bronze : 1 |
| ---------------------- | ----------------------- | ---------------------------------------- | ---------------------- |
| Voile                  | Dériveur double 470 (F) | Therese Torgersson et Vendela Zachrisson |                        |

## Engagés suédois par sport

### Athlétisme
- Stefan Holm
- Jenny Kallur
- Susanna Kallur
- Carolina Klüft
- Patrik Kristiansson
- Robert Kronberg
- Christian Olsson
- Mustafa Mohamed
- Anna Söderberg
- Staffan Strand
- Linus Thornblad
- Johan Wissman

### Aviron
- Frida Svensson

### Badminton
- Marina Andrievskaia
- Fredrik Bergström
- Johanna Persson

### Boxe
- Patrick Bogere

### Canoë-kayak
- Anders Gustafsson (K-1 500 m, 1000 m)
- Markus Oscarsson et Henrik Nilsson (K-2 1000m)
- Anna Karlsson et Sofia Paldanius (K-2 500m)

### Cyclisme
- Magnus Bäckstedt
- Fredrik Kessiakoff
- Camilla Larsson
- Gustav Larsson
- Madeleine Lindberg
- Marcus Ljungqvist
- Susanne Ljungskog
- Thomas Lövkvist
- Maria Östergren

### Équitation
- Linda Algotsson
- Sara Algotsson
- Malin Baryard
- Rolf-Göran Bengtsson
- Jan Brink
- Peter Eriksson
- Peder Fredricson
- Magnus Gällerdal
- Louise Nathhorst
- Tinne Wilhelmsson
- Minna Telde

### Football
- Équipe féminine

### Judo
- Sanna Askelöf

### Lutte
- Ara Abrahamian
- Mohammad Babulfath
- Eddy Bengtsson
- Sara Eriksson
- Ida-Theres Karlsson
- Martin Lidberg
- Jimmy Samuelsson

### Natation
- Therese Alshammar
- Erik Andersson
- Cathrin Carlzon
- Lars Frölander
- Martin Gustavsson
- Anna-Karin Kammerling
- Eric la Fleur
- Josefin Lillhage
- Ida Mattson
- Stefan Nystrand
- Mattias Ohlin
- Maria Östling
- Johanna Sjöberg
- Malin Svahnström
- Lotta Wänberg

### Plongeon
- Anna Lindberg

### Tennis de table
- Peter Karlsson
- Jörgen Persson
- Jan-Ove Waldner

### Tir
- Marcus Åkerholm
- Emil Andersson
- Niklas Bergström
- Håkan Dahlby
- Jonas Edman
- Sven Haglund
- Pia Hansen
- Roger Hansson

### Tir à l'arc
- Jonas Andersson
- Mattias Eriksson
- Magnus Petersson

### Voile
- Fredrik Lööf, star.
- Anders Ekström, star.
- Johan Molund, Martin Andersson, 470.
- Karl Suneson, laser.
- Martin Strandberg, tornado.
- Kristian Mattsson, tornado.
- Therese Torgersson, Vendela Zachrisson, 470.
- Daniel Birgmark, finn.

## Sources
- (en) Cet article est partiellement ou en totalité issu de l’article de Wikipédia en anglais intitulé « Sweden at the 2004 Summer Olympics » (voir la liste des auteurs).